# Arthur Roebuck
Pour les articles homonymes, voir Roebuck.
Arthur Wentworth Roebuck (28 février 1878-17 novembre 1971) est un homme politique canadien de l'Ontario. Il est député fédéral libéral de la circonscription ontarienne de Trinity de 1940 à 1945.
Il est aussi député provincial libéral de la circonscription ontarienne de Bellwoods de 1934 à 1943.

## Biographie
Né à Hamilton en Ontario, Roebuck grandit sur une ferme du comté de Wellington près de Guelph. Il travaille ensuite comme journaliste pour le Toronto Daily Star et devient éditeur/propriétaire en 1905 du Temiskaming Herald à New Liskeard et du Cobalt Citizen. Il vend les journaux en 1915 et étudie le droit à la Osgoode Hall Law School.

## Politique
Roebuck tente sans succès de devenir député libéral provincial de Temiskaming en 1911 (en) et à nouveau en 1914, ainsi que comme député fédéral avec les Libéraux de Laurier dans Timiskaming en 1917. Durant les années 1920, il évolue avec les United Farmers of Ontario et son successeur, le Parti progressiste, avant de retourner avec les Libéraux.

### Provincial
Élu en 1934 dans Bellwoods, il entre au cabinet du premier ministre Mitchell Hepburn à titre de procureur général (en) en 1934 à 1937. Il sert également comme ministre du Travail de 1934 à 1935. Durant son passage comme procureur-général, il défend les droits de juifs contre l'antisémitisme et les droits d'organisations syndicales.
Il rompt avec le gouvernement Hepburn avec son collègue ministre David Croll (en) en 1937, lors de la grève des Travailleurs canadiens de l'automobile contre General Motors d'Oshawa. Il demeure dans le caucus libéral jusqu'en 1940 moment où il est élu sur la scène fédérale (son siège demeure vacant jusqu'à l'élection de 1943.
En 1943, il tente de briguer la chefferie libérale provinciale afin de remplacer Hepburn, mais est défait par Harry Nixon.

### Fédéral
Élu député fédéral en 1940, il succède au député Hugh Plaxton qui échoue à remporter l'investiture libérale.

### Sénat
En 1945, il est nommé au Sénat du Canada par le premier ministre William Lyon Mackenzie King et y demeure jusqu'à son décès en 1971.
Durant son passage au Sénat, il travaille avec le rabbin Avraham Aharon Price (en) et le Congrès juif canadien afin de relâcher de jeunes juifs des camps de réfugiés et leur permettre d'étudier à Toronto.
Figure importante de la défense des mouvements pour les libertés publiques au Canada après la guerre, il s'oppose aux tentatives gouvernementales de suspension des droits individuels pour les personnes accusées d'espionnage entre autres après l'affaire Igor Gouzenko.
Il s'oppose à la proposition de réforme du Sénat de Pierre Elliott Trudeau en 1969.

## Archives
Le fonds Arthur Wentworth Roebuck est disponible aux Archives publiques de l'Ontario et à la Bibliothèque et Archives Canada.

## Résultats électoraux
Modèle:Élection générale canadienne de 1917 — Timiskaming